# Waltraud Meier
Pour les articles homonymes, voir Meier.
Waltraud Meier, née à Wurtzbourg le 9 janvier 1956, est une soprano (originairement mezzo-soprano) allemande.

## Biographie
Waltraud Meier grandit dans une famille pratiquant la musique. Elle fait partie de cinq chorales et entame des études de langues, qu'elle compte enseigner. La passion pour le chant l'emporte et Waltraud Meier fait ses débuts à 20 ans à l'opéra de sa ville natale, dans le rôle de Lola (Cavalleria Rusticana, de Pietro Mascagni). 
Deux ans plus tard, elle intègre la troupe de l'opéra de Mannheim et, selon ses propres termes, chante « tout ce qui ne [lui] résistait pas. » Elle fait ses débuts internationaux à Buenos Aires en 1980, dans le rôle de Fricka (L'Or du Rhin et la Walkyrie, de Richard Wagner), rôle qu'elle a enregistré dans l'intégrale de L'Anneau du Nibelung dirigée par Bernard Haitink, enregistrée à Munich avec l'orchestre symphonique de la Radiodiffusion bavaroise (1988-1991).
Mais la célébrité viendra réellement trois ans plus tard, lorsqu'elle remporte un triomphe au festival de Bayreuth dans le rôle de Kundry (Parsifal, de Wagner). 
Elle contacte la direction du festival, pensant être engagée pour le « Ring » dirigé par Georg Solti à partir de 1983 dans le rôle de Fricka ou de Waltraute. Elle n'est convoquée qu'un an après son premier appel. Lors de son audition, l'assistant pianiste l'incite à chanter un extrait de Parsifal. Elle dit qu'il lui est impossible de chanter le rôle de Kundry puisque Leonie Rysanek le chante pour cette production. Wolfgang Wagner lui dit alors que Kundry permet de tout montrer. C'est ainsi qu'elle débute dans ce rôle en alternance avec Leonie Rysanek, pour ensuite le chanter seule durant dix ans au festival de Bayreuth.
En 1992, elle débute dans le rôle de Sieglinde, dans Die Walküre au Staatsoper de Vienne. L'année suivante, elle incarne Isolde dans la mise en scène d'Heiner Müller de Tristan et Isolde à Bayreuth, en compagnie de Siegfried Jerusalem dans le rôle de Tristan, sous la direction de Daniel Barenboim.
En 2010, elle aborde au Festival de Salzbourg le rôle de Clytemnestre dans Elektra de Richard Strauss.

## Carrière lyrique
Le monde musical la considère comme une wagnérienne de premier rang, et les scènes du monde entier l'invitent (le Covent Garden de Londres, l'Opéra de Paris, l'Opéra de Nice, la Bayerische Staatsoper, le Staatsoper Unter den Linden, le Staatsoper de Vienne, le Chicago Lyric Opera, le Metropolitan Opera de New York, la Scala de Milan, etc.)
Mis à part Kundry, Sieglinde et Isolde, qu'elle continue de chanter, sa voix puissante et ses dons d'actrice exceptionnels rendent ses Ortrud (Lohengrin), Venus (Tannhäuser) remarquables. Mais Waltraud Meier ne se limite pas à Wagner : Santuzza (Cavalleria Rusticana), le rôle-titre de Carmen (Bizet), Donna Elvira du Don Giovanni de Mozart, Ariadne auf Naxos de Richard Strauss, Leonore (Fidelio de Beethoven), Didon dans Les Troyens de Berlioz, Jeanne d'Arc (La Pucelle d'Orléans, de Tchaïkovski), Giulietta (les Contes d'Hoffmann, d'Offenbach), Marie (Wozzeck, d'Alban Berg) ainsi que quelques rôles verdiens, comme Amneris (Aïda) ou Eboli (Don Carlos), font également partie de son répertoire.
Waltraud Meier est également une grande chanteuse de lied. Elle s'y consacre d'ailleurs durant une saison lyrique entière, en 2002-2003, et enregistre sur disque ce répertoire intimiste, de Schubert à Schumann en passant par Hugo Wolf.